# Lehragaga
Lehragaga è una città dell'India di 19.310 abitanti, situata nel distretto di Sangrur, nello stato federato del Punjab. In base al numero di abitanti la città rientra nella classe IV (da 10.000 a 19.999 persone).

## Geografia fisica
La città è situata a 29° 56' 06 N e 75° 48' 45 E.

## Società

### Evoluzione demografica
Al censimento del 2001 la popolazione di Lehragaga assommava a 19.310 persone, delle quali 10.294 maschi e 9.016 femmine. I bambini di età inferiore o uguale ai sei anni assommavano a 2.474, dei quali 1.379 maschi e 1.095 femmine. Infine, coloro che erano in grado di saper almeno leggere e scrivere erano 12.346, dei quali 7.186 maschi e 5.160 femmine.